# حرم ملی قدیس ژان پل دوم
حرم ملی قدیس ژان پل دوم یک حرم ملی در واشنگتن دی سی است که در حمایت شوالیه‌های کلمبوس قرار دارد. این حرم مکانی برای نیایش کاتولیک‌ها است و از همه ادیان استقبال می‌کند. حرم یک نمایشگاه دائمی با نام هدیه‌ای از عشق: زندگی قدیس ژان پل دوم را در خود جای داده و جایگاه کلیسای ردمپتور هومینیس و نمازخانه رازهای درخشان است که هر مزین به هنر موزاییک طراحی شده توسط کشیش مارکو روپنیک است. مراسم عشای ربانی هر روز در کلیسای ردمپتور هومینیس برگزار می شود، و نمازخانه رازهای درخشان یکی از یادگارهای مقدس درجه یک ژان پل دوم را در خود جای داده است. 
ساختمان ۱۳۰٬۰۰۰ فوت مربع (۱۲٬۰۰۰ متر مربع) ای آن در 12 هکتار (4.9 هکتار) در مجاورت دانشگاه کاتولیک آمریکا و باسیلیکای عبادتگاه ملی لقاح معصوم در محله بروکلند در شمال شرقی واشنگتن ساخته شده است. 